# Statul Ogun
Ogun este un stat  în Nigeria. Reședința sa este orașul Abeokuta.